# Leioproctus floccosus
Leioproctus floccosus là một loài Hymenoptera trong họ Colletidae. Loài này được Maynard mô tả khoa học năm 1992.